# 강릉중앙고등학교 축구부
강릉중앙고등학교 축구부(Gangneung Jungang High School Football Club)는 대한민국 강원특별자치도 강릉시에 있는 축구부이다. 강릉중앙고등학교가 운영하는 U-18 축구부이며, 1935년에 창단되었다.

## 시즌별 성적
| 시즌 | 대회                      | 참가 | 경기 | 승 | 무 | 패 | 득 | 실 | 차 | 승점 | 순위 |
| ---- | ------------------------- | ---- | ---- | -- | -- | -- | -- | -- | -- | ---- | ---- |
| 1989 | 춘계 전국고등학교축구대회 | 40   |      |    |    |    |    |    |    |      |      |

## 참고 문헌
- “KFA 통합경기정보 시스템”. 대한축구협회.

## 같이 보기
강릉중앙고등학교
- 강릉정기전